# Station Mannheim-Kurpfalzbrücke
Station Mannheim-Kurpfalzbrücke is een spoorwegstation in de Duitse plaats Mannheim.  Het station werd in 1891 door de OEG geopend. Sinds 1995 wordt het station niet meer regelmatig door treinen bediend, omdat de spoorlijn uit Heidelberg, die hier eindigt, voor het station verbonden was met de Mannheimse stedelijke tram. Maar voor bijzondere ritten of voor werkzaamheden wordt het kopstation Kurpfalzbrücke in stand gehoud. 